# 渥江镇
渥江镇，是中华人民共和国江西省宜春市袁州区下辖的一个乡镇级行政单位。

## 行政区划
渥江镇下辖以下地区：
渥江村、信南村、湾田村、石背村、上石村和信和村。